# Чарівник (2006 фільм)
«Чарівник» (тур. Hokkabaz) — турецький комедійно-драматичний фільм 2006 року, режисерів Джем Йілмаз та Алі Танер Балтачі, про фокусника, який разом з батьком та найкращим другом гастролює по Туреччині, щоб заробити достатньо грошей на лазерну хірургію очей. Фільм, який вийшов у світ у 20 жовтня 2006, потрапив до списку офіційного списку Туреччини на премію Академії за найкращий фільм з іноземних мов на 80-й нагороді академії, але програв Такві.

## Виробництво
Фільм зняли у Стамбулі, Галліполі та Ечеабаті, Туреччина.

## Сюжет
Іскендер — жонглер, але для всіх, окрім себе та свого друга дитинства Марадона, він насправді чарівник. Двоє друзів ризикують, включивши Саїта у свою програму гастролей, змушені тікати зі Стамбулу. Мало того, отець Саїт перестав цінувати Іскендера років тому. Хоча тур наближає їх набагато ближче, це також призводить до чудового випадання. Іскендер, Марадона та Саїт продовжують повертатися разом і випадати разом зі своїм попутником Фатмою.

## У ролях
- Джем Їлмаз в ролі Іскендер Тунайдин
- Мажар Алансон в ролі Саїт Тюнайдін
- Özlem Tekin в ролі Фатма Нур Гай Тюрксонмез
- Тунець Орхан в ролі Марадона — Орхан Дирек

## Реліз
Фільм вийшов в 378 кінотеатрах по всій Туреччині 20 жовтня 2006 року під номером один у діаграмі турецьких бокс-офісів із початковим вихідним бюджетом у 1 462 608 доларів, а пізніше вийшов в ряді європейських країн.
| Дата           | Територія             | Екрани | Ранг | Валовий             |
| -------------- | --------------------- | ------ | ---- | ------------------- |
| 20 жовтня 2006 | Туреччина             | 378    | 1    | 1462,608 доларів    |
| 25 жовтня 2006 | Бельгія               | 6      | 19   | 38 916 доларів      |
| 26 жовтня 2006 | Німеччина             | 52     | 12   | 198,149 доларів США |
| 26 жовтня 2006 | Австрія               | 4      | 13   | 41 780 доларів      |
| 26 жовтня 2006 | Нідерланди            | 17     | 14   | $ 53 749            |
| 27 жовтня 2006 | Об'єднане Королівство | 4      | 24   | 34704 дол           |

## Критика

### Касові збори
Цей фільм був номер один у турецькому прокатному офісі протягом двох тижнів і склав загальну світову валову суму 9 146 764 доларів.

### Відгуки
Тодд Браун, пишучи для Twitch Film, зазначає, що цей фільм "виглядає як прекрасно знятий твір", і це, "хоча було неможливо не побачити дуже багато впливу Мела Брукса на GORA цей бачить Йілмаз в набагато більш стриманому режимі, що, на мою думку, грає трохи краще".

### Нагороди
- Міжнародний кінофестиваль в Анкарі 2007 р. Найперспективніший актор: Тунка Орхан (Виграв)
- Міжнародний фестиваль незалежного кіно в Брюсселі 2007 р. Найкращий актор (Міжнародний конкурс): Джем Йілмаз (Виграв)
- Міжнародний кінофестиваль у Стамбулі 2007 року Золотий тюльпан: Джем Йілмаз та Алі Танер Балтачі (номінація)
- Премія кіно і театру Садрі Алишик у 2007 році за найкращого актора: Джем Єлмаз (номінація)[5]